# Miryam Romero
Miryam Romero Fernández (Jaén, 1963 – Madrid, 12 giugno 2022) è stata una giornalista e conduttrice televisiva spagnola.

## Biografia
Nacque a Jaén nel 1963. Si trasferì con la sua famiglia, all'età di due anni, nella località di Talavera de la Reina, dove studiò al Collegio Madres Agustinas. Successivamente, conseguì una laurea in scienze dell'informazione presso l'omonima facoltà dell'Università Complutense di Madrid.
Dedicò la maggior parte della sua carriera all'informazione radiofonica e televisiva, lavorando come presentatrice di notiziari o programmi d'attualità di COPE (radio spagnola), Antena 3 Radio (dal 1985 al 1988) o TVE (dal 1988 al 1989). In Antena 3 (dal 1989 al 2020) fu vicedirettrice ed editrice degli spazi informativi delle 15.00 e 21.00.
Era sposata e ebbe tre figli. Morì il 12 giugno del 2022 a Madrid a causa di una leucemia.